# Ньюком, Саймон
Са́ймон Нью́ком (устаревшее написание: Ньюкомб, англ. Simon Newcomb; 12 марта 1835, Уоллес, Новая Шотландия — 11 июля 1909, Вашингтон) — американский астроном, математик и экономист канадского происхождения. Автор более 400 научных работ, один из ведущих астрономов конца XIX века.
Член Национальной академии наук США (1869), иностранный член Лондонского королевского общества (1877), Парижской академии наук (1895; корреспондент с 1874), иностранный член-корреспондент (1875) и почётный член (1896) Петербургской академии наук.

## Биография
Родился в Канаде в семье сельского учителя, в возрасте 18 лет переехал в США. Учился в Гарварде. В возрасте 26 лет стал профессором математики Морской академии в Вашингтоне и астрономом-наблюдателем Военно-морской обсерватории. В этой должности он пробыл 16 лет. Затем 20 лет руководил Американским морским астрономическим ежегодником («Nautical Almanae»). В 1897 году ушёл в отставку. Умер в чине адмирала.

## Научная деятельность
Труды по изучению движения больших планет, определению астрономических постоянных и составлению каталогов точных положений звёзд. Занимался также теорией движения Луны, спутников планет, теорией солнечных затмений, проблемой происхождения астероидов. Выполнил измерение астрономических констант (прецессия планет, нутация, аберрация), полученные им значения на Парижской международной конференции в 1866 году были приняты как международные стандарты, с некоторыми уточнениями ими пользуются до настоящего времени.
В 1881 году обнаружил закономерность, впоследствии получившую наименование «закон Бенфорда». В 1891 году выполнил измерения скорости света с рекордной для того времени точностью.
Ньюком много сил отдал популяризации астрономии. Его книги «Популярная астрономия», «Астрономия для всех», «Астрономия в общепонятном изложении» неоднократно переиздавались, переведены на многие языки, в том числе на русский.
Часто можно слышать, что Ньюком пытался научно доказать, что летательный аппарат тяжелее воздуха летать не может как раз незадолго до полёта братьев Райт. Строго говоря, это не соответствует действительности. Действительно, в 1870-х годах Ньюком очень критично относился к работе Самюэля Лэнгли, в которой тот заявлял, что он мог бы построить летательный аппарат, приводимый в движение паровым двигателем. А в 1903 году он писал уже не так категорично:
Двадцатому веку суждено увидеть те силы природы, которые позволят нам летать с континента на континент со скоростью, намного превышающей скорость полёта птиц. Но если же мы зададимся вопросом, возможен ли воздушный полёт при наших современных знаниях, будет ли, с учётом тех материалов, которыми мы сейчас располагаем, этот набор из стали, ткани и проволоки, приводимый в движение силой пара, представлять собой удачный летательный аппарат, вывод вполне возможно окажется совсем другим.

## Память
Кавалер ордена Почётного легиона (1893), награждён медалью Копли и золотой медалью Королевского астрономического общества. Входит в список «ста великих экономистов до Кейнса» по версии М. Блауга.
Именем Ньюкома названы кратер на Луне и кратер на Марсе, в его честь назван астероид (855) Ньюкомбия, открытый в 1916 году российским астрономом С. И. Белявским.

## Ньюком и Россия
В 1875 году Ньюком был избран членом-корреспондентом Петербургской академии наук. Выражая благодарность за избрание, Ньюком высоко оценил звание, присуждённое ему «знаменитым учреждением, труды которого играют столь важную роль в современной науке». Учёный дважды посетил Пулковскую обсерваторию и оказал ценное содействие её директору О. В. Струве в приобретении в США новой аппаратуры. Портрет Ньюкома в 1887 году украсил в Пулково галерею знаменитых астрономов, а в 1897 году Петербургская академия наук присудила ему премию имени Ф. И. Шуберта.

## Основные произведения
- «Метод и предмет политической экономии» (The Method and Province of Political Economy, 1875)
- «Исследование движения Луны» (Researches of the motion of the Moon, 1878, 1912)
- «Астрономия для всех» (Astronomy for schools and colleges, 1879)
- «Организация труда» (The Organization of Labor, 1880)
- «Принципы налогообложения» (Principles of Taxation, 1880)
- Мыльные пузыри социализма Архивная копия от 22 мая 2011 на Wayback Machine (Soap-bubbles of Socialism, 1890)
- «The elements of the four inner planets and the fundamental constants of astronomy», 1895)
- «A compendium of spherical astronomy», 1906)